# Marković Polje
Marković Polje (en serbe cyrillique : Марковић Поље) est un village de Bosnie-Herzégovine. Il est situé dans le district de Brčko. Selon les premiers résultats du recensement de 2013, il compte 384 habitants.

## Démographie

### Évolution historique de la population dans la localité
| 1948 | 1953 | 1961 | 1971 | 1981 | 1991 | 2013 |
| ---- | ---- | ---- | ---- | ---- | ---- | ---- |
| -    | -    | 536  | 530  | 483  | 470  | 384  |

|  |

### Communauté locale
En 1991, la communauté locale de Marković Polje comptait 1 126 habitants, répartis de la manière suivante :